# 허세욱 (1934년)
허세욱(許世旭, 1934년 7월 26일~2010년 7월 1일)은 대한민국의 중문학자이며, 시인이자, 수필가, 대학교수이다. 
1959년 한국외국어대학 중국어과를 졸업하였고, 1963년 타이완으로 건너가 대만 국립사범대학교 대학원에서 석사학위를 받았으며, 1968년 중국문학전공으로 박사 학위를 받았다. 1969년 시집 <청막>으로 등단하였다.

## 학력
- 타이완사범대학교 대학원 문학박사
- 한국 외국어대학교 졸업
- 익산 남성고등학교 졸업

## 경력
- 1969년 시집 '청막'으로 등단
- 1997년 중국어문연구회 회장
- 고려대학교 명예교수
- 1999년 중국 대만 담강대학 석좌교수

## 수상
- 1987년 한국수필문학진흥회 현대수필문학상
- 1996년 임실문학대상
- 1999년 자랑스런 외대인상
- 2008년 제1회 조경희수필문학상

## 저서
- 《허세욱의 중국문학기행》
- 《허세욱의 중국문학론》
- 《두 얼굴의 중국 문화》[3] (2004년, ISBN 89-5757-235-X)
- 《허세욱의 한시 특강 - 꽃 웃음과 새 울음에 문득 취했거늘》[4](2007년, ISBN 89-5872-040-9)
- 《송정(松亭)다리》[5](2008년, ISBN 89-5925-465-7)